# Nazaré, Portugal
Nazaré är en småstad (portugisiska: vila) och kommun vid Atlanten i mellersta Portugal, den historiska provinsen Estremadura, 110 km norr om huvudstaden Lissabon.
Staden har 10 396 invånare (2021), och är känd som pittoreskt fiskeläge och populär badort.
Kommunen har 14 855 invånare (2021) och en yta på 82 km².

## Freguesias
Staden består av tre freguesias (kommundelar) och är belägen i Leirias distrikt.
- Famalicão
- Nazaré
- Valado dos Frades

## Bilder

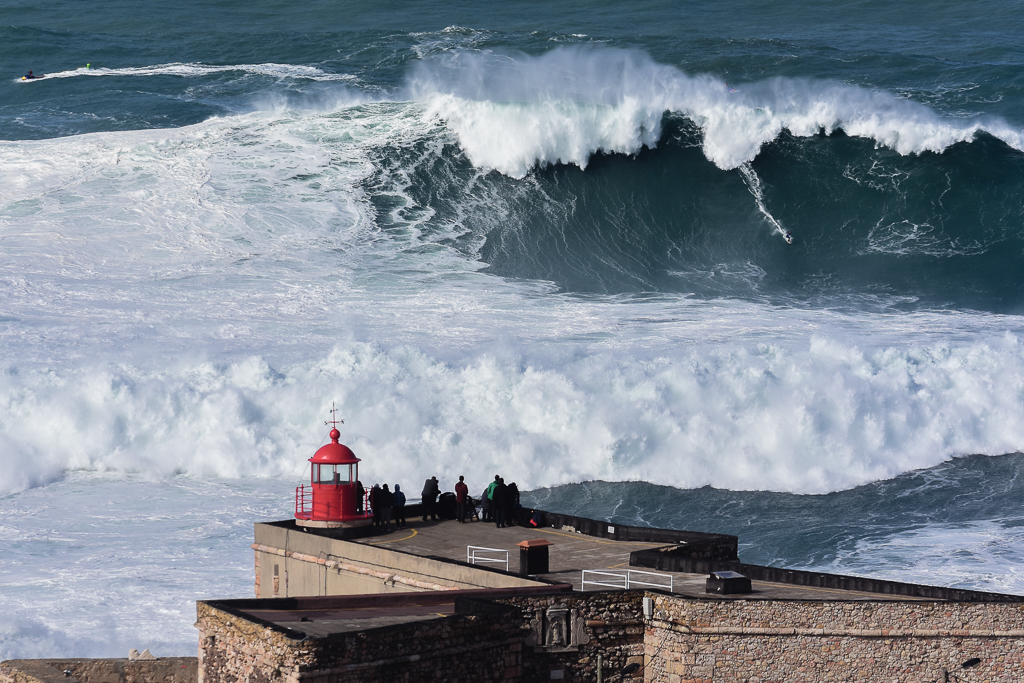
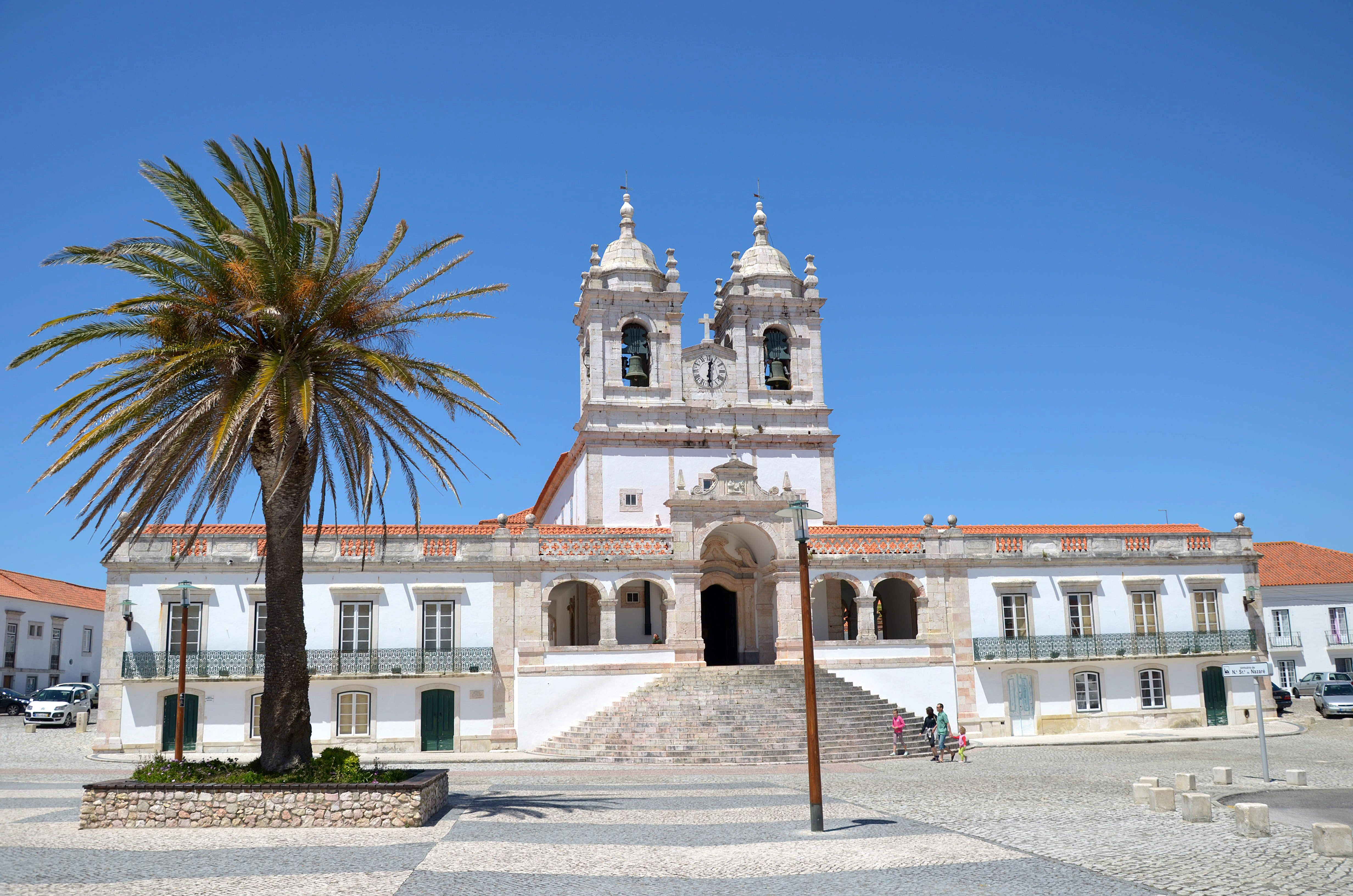